# جون تاليافيرو
جون تاليافيرو (بالإنجليزية: John Taliaferro)‏ هو محامي وسياسي أمريكي، ولد في 1768 في فريدريكسبيورغ في الولايات المتحدة، وتوفي بنفس المكان في 12 أغسطس 1852. حزبياً، نشط في حزب اليمين. وقد انتخب عضو مجلس نواب الولايات المتحدة عن ولاية فرجينيا وانتخب عضو مجلس النواب الأمريكي.